# Габриел Батори
Габриел Батори (на унгарски: Báthory Gábor) е трансилвански владетел от рода Батори (1608 – 1613), син на Стефан Батори (1553 – 1601) и внук на придворния маршал Анджей Батори († 1563), брат на краля на Полша – Стефан Батори.

## Биография
Поддържа Ищван Бочкай срещу австрийските Хабсбурги. Претендент за владетел на Трансилвания. След като унгарските хайдути отстраняват Сигизмунд Ракоци, става владетел на Трансилвания.
Опитва се, подобно на Михай Храбри, да обедини под властта си дунавските княжества – неуспешно. За разлика от влашкия опит, при действието на Житваторогския мирен договор, ситуацията е променена. През 1608 г. получава султански ферман, с който е признат за османски васал и владетел на Трансилвания като заедно с това е освободен от плащане на харадж за три години.
В края на 1610 г. нахлува с армията си във Влашко и гони Раду X Щербан, обявявайки се за господар на Влахия. През 1611 г. е изгонен от Влахия, а Раду Щербан си връща властта. През есента на 1613 г. Османската империя организира поход срещу непокорния си васал, в който се включват Раду IX Михня и Стефан IX Томша.
Убит е от собствените си офицери в Орадя.